# Fix idé
Fix idé, övervärdig idé eller tankefixering är en ofta återkommande föreställning eller tanke som en person är tvångsmässigt uppslukad av. Det nämns inte uttryckligen i ICD-10, men är ett vanligt inslag i de tankestörningar som kan förekomma vid psykoser, impulskontrollstörningar, med mera. I sig är det inte nödvändigtvis patologiskt; många personer med fixa idéer är helt verklighetsanpassade.
Termen "fix idé" myntades av Pierre Janet för en låggradig tankestörning vid dissociativa störningar. Fixa idéer, ansåg Janet, hade ofta sin grund i psykiska trauman, och handlade om bilder, tankar och åsikter som personen försåg med starka känslor och vilka kunde ge personen ett visst kroppsspråk eller vissa kroppsrörelser. Långtgående och djupa fixa idéer kunde utmynna i multipla personlighetsstöringar, menade Janet.
Fixa idéer kan vara isolerade (inte ta över personens liv) eller assimilerade (genom att nya impulser integreras i den fixa idéns föreställningsvärld). De fixa idéerna kan vara omedvetna (till exempel uppträda i drömmar) eller medvetna i mer eller mindre grad. Som fix idé räknas inte endast tankar, utan också handlingar, till exempel sådana som ingår i tvångssyndrom samt handlingar som hysteriska personer kan utföra (till exempel simulera sjukdomar, dissociativ motorisk störning). Med fixa idéer räknade dock Janet sådana som fanns i det undermedvetna, och som når personen i till exempel mardrömmar, somatoforma störningar etc. Med fixa idéer kan också avses monomanier, överdrivet intresse för något.
Janet skilde mellan primära och sekundära fixa idéer. Primära fixa idéer är idéer som direkt har sitt ursprung i ett trauma. Sekundära fixa idéer är sådana som indirekt kan hänföras till trauman, och som uppkommer genom association.